# Tangara
Tangara és un gènere d'ocells de la família de les tàngares/tràupids (Thraupidae). Moltes de les espècies d'aquests tàngares, tenen petites àrees de distribució.

## Descripció
Els ocells d'aquest gènere són un grup nombrós i àmpliament disseminat de tràupids petits, de mitjana mesuren 14 cm de longitud, reconeguts pel plomatge acolorit i de patró complex. La major diversitat es troba en les selves andines, on diverses espècies poden ser vistes barrejades entre un mateix estol, però també en altres boscos montans, com la Mata Atlàntica de l'est del Brasil, selves humides de terres baixes de l'Amazònia, on prefereixen el dosser arbori i també en terrenys semioberts. A pesar que tots cerquen fruits de manera semblant, difereixen en la forma que cacen insectes. Algunes espècies emeten crides distintives però en general no es distingeixen especialment per les veus.
La forma del bec varia molt en mida, grandària, proporcions i curvatura. L'angulositat sembla dependre del tipus principal d'alimentació de l'espècie ja sigui frugívora o insectívora.

## Taxonomia
El gènere Tangara va ser introduït pel zoòleg francès Mathurin Jacques Brisson el 1760 amb el tangara del paradís (Tangara chilensis) com a espècie tipus. El nom significa “ballarina” en l'extint idioma tupí.
El gènere anteriorment incloïa espècies addicionals. Un estudi filogenètic molecular publicat el 2014 va trobar que molts dels membres de Thraupis estaven inclosos dins de Tangara. En la reorganització per crear gèneres monofilètics, en lloc de fusionar Thraupis en Tangara per crear un gènere inusualment gran amb al voltant de 58 espècies, els taxonomistes van optar per dividir les espècies de Tangara en quatre gèneres. Dos d'aquests gèneres van ser erigits recentment (Stilpnia, Poecilostreptus) i dos van ser recuperats: s'havien introduït abans, però no s'utilitzaven (Ixothraupis, Chalcothraupis).
Així doncs i segons la classificació del Congrés Ornitològic Internacional (versió 14.2, 2024), aquest gènere està format per 27 espècies:
- Tangara vassorii - tàngara blau-i-negra.
- Tangara nigroviridis - tàngara de lluentons.
- Tangara dowii - tàngara caratacada.
- Tangara fucosa - tàngara de clatell verd.
- Tangara cyanotis - tàngara cellablava.
- Tangara rufigenis - tàngara galta-rogenca.
- Tangara labradorides - tàngara verd-i-negra.
- Tangara gyrola - tàngara cap-rogenca.
- Tangara lavinia - tàngara ala-rogenca.
- Tangara chrysotis - tàngara d'orelles daurades.
- Tangara xanthocephala - tàngara safrà.
- Tangara parzudakii - tàngara cara de foc.
- Tangara johannae - tàngara de bigotis blaus.
- Tangara schrankii - tàngara de Schrank.
- Tangara arthus - tàngara de pit castany.
- Tangara florida - tàngara verda.
- Tangara icterocephala - tàngara collargentada.
- Tangara fastuosa - tàngara superba.
- Tangara seledon - tàngara capverda.
- Tangara cyanocephala - tàngara collvermella.
- Tangara desmaresti - tàngara de Desmarest.
- Tangara cyanoventris - tàngara ventreblava.
- Tangara inornata - tàngara cendrosa.
- Tangara mexicana - tàngara turquesa.
- Tangara chilensis - tàngara del paradís.
- Tangara callophrys - tàngara de corona opalina.
- Tangara velia - tàngara de carpó opalí.